# Wilki (Braniewo)
Wilki (deutsch Birkenau) ist ein Ort in der polnischen Woiwodschaft Ermland-Masuren innerhalb der Landgemeinde Braniewo (Braunsfeld) im Powiat Braniewski (Kreis Braunsfeld) und gehörte bis 1945 zum Kreis Heiligenbeil in Ostpreußen.

## Geographische Lage
Wilki resp. Birkenau liegt wenige hundert Meter südlich der polnisch-russischen Grenze im Nordwesten der Woiwodschaft Ermland-Masuren, fünf Kilometer südlich der früheren und heute auf russischem Staatsgebiet gelegenen Kreisstadt Heiligenbeil (russisch Mamonowo) bzw. zehn Kilometer nordöstlich der heutigen Kreismetropole Braniewo (Braunsfeld).

## Geschichte
Im Jahre 1412 wurde das Dorf Birckenau – nach 1665 Bürckenau, nach 1724 Bierkenau und nach 1785 Birkenau genannt – erstmals offiziell erwähnt. Als Landgemeinde kam Birkenau zu dem im Jahre 1874 gebildeten Amtsbezirk Waltersdorf (polnisch Pęciszewo) im ostpreußischen Kreis Heiligenbeil im Regierungsbezirk Königsberg. Im Jahre 1910 zählte Birkenau 229 Einwohner.
Im Jahre 1928 wurden im Rahmen struktureller Veränderungen Teile Birkenaus in die Landgemeinde Carben (ab 1931: Karben, russisch Prigorkino), in die Landgemeinde Kleinwalde (polnisch Borek, dann Kolonia Wilki) und in die Landgemeinde Schettnienen (russisch Schtschukino) umgegliedert. Die Einwohnerzahlen Birkenaus beliefen sich 1993 auf 223 und 1939 auf 218.
Als Ostpreußen 1945 in Kriegsfolge an die Sowjetunion (Norden) und an Polen (Süden) abgetreten wurde, kam Birkenau mit seiner Lage unmittelbar an der Grenze zum polnischen Teil und erhielt die polnische Namensform „Wilki“. Das Dorf gehört jetzt zur Gmina Braniewo im Powiat Braniewski, war von 1975 bis 1998 der Woiwodschaft Elbląg zugeordnet und ist heute Teil der Woiwodschaft Ermland-Masuren.

## Religion
Bis 1945 war Birkenau evangelischerseits nach Waltersdorf in der Kirchenprovinz Ostpreußen der Kirche der Altpreußischen Union, römisch-katholischerseits nach Heiligenbeil im damaligen Bistum Ermland eingepfarrt. Mit seiner überwiegend römisch-katholischen Einwohnerschaft gehört Wilki heute zur Pfarrei Gronowo (Grunau) im jetzigen Erzbistum Ermland.

## Verkehr
Das frühere Birkenau und heutige Wilki liegt an einer Nebenstraße, die von der polnischen Landesstraße 54 (ehemalige deutsche Reichsstraße 1) bei Gronowo (Grunau) über Kalinówek (Einigkeit) bis nach Pęciszewo (Waltersdorf)führt. Es besteht kein Bahnanschluss mehr. Bis 1945 war der heute auf russischem Gebiet gelegene Bahnhof Thomsdorf die nächste Bahnstation an der heute nicht mehr vorhandenen Bahnstrecke Heiligenbeil–Zinten–Preußisch Eylau.